# Powellsville
Powellsville és una població dels Estats Units a l'estat de Carolina del Nord. Segons el cens del 2000 tenia 259 habitants.

## Demografia
Segons el cens del 2000, Powellsville tenia 259 habitants, 122 habitatges i 71 famílies. La densitat de població era de 277,8 habitants per km².
Dels 122 habitatges en un 17,2% hi vivien nens de menys de 18 anys, en un 42,6% hi vivien parelles casades, en un 12,3% dones solteres, i en un 41% no eren unitats familiars. En el 36,9% dels habitatges hi vivien persones soles el 16,4% de les quals corresponia a persones de 65 anys o més que vivien soles. El nombre mitjà de persones vivint en cada habitatge era de 2,12 i el nombre mitjà de persones que vivien en cada família era de 2,69.
Per edats la població es repartia de la següent manera: un 19,7% tenia menys de 18 anys, un 6,9% entre 18 i 24, un 21,6% entre 25 i 44, un 30,1% de 45 a 60 i un 21,6% 65 anys o més.
L'edat mediana era de 46 anys. Per cada 100 dones de 18 o més anys hi havia 82,5 homes.
La renda mediana per habitatge era de 18.250 $ i la renda mediana per família de 30.938 $. Els homes tenien una renda mediana de 33.750 $ mentre que les dones 15.179 $. La renda per capita de la població era de 14.065 $. Entorn del 27,5% de les famílies i el 24,3% de la població estaven per davall del llindar de pobresa.

## Poblacions més properes
El següent diagrama mostra les poblacions més properes.